# Cyathopodium
Genre
Espèces de rang inférieur
- Cyathopodium elegans Deichmann, 1936
- Cyathopodium ingolfi Madsen, 1944
- Cyathopodium tenue (Dana, 1846)

Cyathopodium est un genre  de coraux alcyonaires de la famille des Clavulariidae.